# 張家堡駅
張家堡駅（ちょうかほうえき）とは中華人民共和国遼寧省丹東市鳳城市にある、中国鉄路総公司（CR）瀋丹線の駅。1934年に開業。瀋陽駅から224km、丹東駅から46kmの位置にある。瀋陽鉄道局所属の四等駅に設定されている。

## 駅周辺
- G304国道
- 国娟超市
- 苹果園農家旅館

## 隣の駅
中国国鉄
瀋丹線
鳳凰城駅 - 張家堡駅 - 一面山駅